# Metopolophium longicaudatum
Metopolophium longicaudatum är en insektsart. Metopolophium longicaudatum ingår i släktet Metopolophium och familjen långrörsbladlöss. Inga underarter finns listade i Catalogue of Life.